# Jadą wozy kolorowe (album)
Jadą wozy kolorowe – czwarty album zespołu Kolor wydany przez wytwórnię Green Star jesienią 1999 na kasecie magnetofonowej. Nagrania dokonano w Studiu Cezar w Białymstoku.
Do piosenek „W wakacyjny dzień” i „Jadą wozy kolorowe” zostały nakręcone teledyski.
Utwór „W wakacyjny dzień' zapisywany też bez W na początku jest coverem i zarazem polską wersją wydanego w 1997 roku utworu „Veter s morya dul (Ветер с моря дул)" z repertuaru rosyjskiej piosenkarki Natali.

## Lista utworów

### Wersja kasetowa
Strona A:
1. „W wakacyjny dzień” (muz. i sł. M. Zrajkowska)
2. „Jadą wozy kolorowe” (muz. S. Rembowski, sł. J. Ficowski)
3. „Stacja: Miłość” (muz. i sł. M. Zrajkowska)
4. „Tylko z tobą chcę być” (muz. i sł. M. Zrajkowska)
5. „Cygan” (muz. i sł. M. Zrajkowska)

Strona B:
1. „Sokoły” (muz. i sł. M. Zrajkowska)
2. „Chłopak na opak” (muz. i sł. M. Zrajkowska)
3. „Miłość twoje imię ma” (muz. i sł. M. Zrajkowska)
4. „Siebie ci dam” (muz. i sł. M. Zrajkowska)
5. „Zagubiona miłość” (muz. i sł. M. Zrajkowska)